# Svenska mästerskapen i kortbanesimning 1968
Svenska mästerskapen i kortbanesimning 1968 avgjordes i Halmstad 1968. Det var den sextonde upplagan av kortbane-SM.

## Medaljsummering

### Herrar
| Gren            | Guld                   | Guld                 |
| 200 m frisim    | Lester Eriksson 1.56,5 | SK Neptun            |
| 800 m frisim    | Gunnar Larsson 8.44,8  | Malmö S              |
| 200 m fjärilsim | Peter Feil 2.09,3      | Eskilstuna SS        |
| 200 m ryggsim   | Hans Ljungberg 2.16,8  | Bromma SS            |
| 200 m bröstsim  | Tomas Johnsson 2.32,7  | Skövde SS            |
| 200 m medley    | Gunnar Larsson 2.14,4  | Malmö S              |
| 4x100 m frisim  | SK Neptun 3.43,0       | SK Neptun 3.43,0     |
| 4x100 m medley  | Sundsvalls SS 4.14,0   | Sundsvalls SS 4.14,0 |

### Damer
| Gren            | Guld                              | Guld                         |
| 200 m frisim    | Elisabeth Ljunggren-Morris 2.16,8 | SK Neptun                    |
| 800 m frisim    | Elisabeth Ljunggren-Morris 9.41,6 | SK Neptun                    |
| 200 m fjärilsim | Ingrid Gustavsson 2.37,6          | Luleå SS                     |
| 200 m ryggsim   | Britt-Marie Hammarsten 2.33,2     | Robertsfors SS               |
| 200 m bröstsim  | Yvonne Brage 2.49,7               | Skövde SS                    |
| 200 m medley    | Ingrid Gustavsson 2.38,2          | Luleå SS                     |
| 4x100 m frisim  | Västerås SS 4.23,2                | Västerås SS 4.23,2           |
| 4x100 m medley  | Stockholmspolisens IF 4.52,7      | Stockholmspolisens IF 4.52,7 |